# FC Barcelona Futsal
FC Barcelona Futsal (kat. Secció de futbol sala del Futbol Club Barcelona) je malonogometna sekcija športskog društva FC Barcelona, a smješten je u Barceloni, Barcelona, Katalonija. Zbog sponzorskih razloga se trenutno naziva FC Barcelona Alusport. Osnovana je 1978. godine, da bi bio privremeno ugašen 1982., a nanovo je osnovan 1986.

## Uspjesi
- UEFA Futsal Cup
  - pobjednici: 2012., 2014.
  - finalist: 2015.
- Kup pobjednika kupova
  - pobjednici: 1989./90.
- Europski superkup
  - pobjednici: 1990.
- Interkontiunentalni kup
  - finalist: 1996.
- Primera División (Španjolska 1. liga)
  - prvaci: 2011., 2012., 2013.
- Copa de España
  - pobjednici: 2011., 2012., 2013., 2014.
- Copa de España (FEFS)
  - pobjednici: 1989.
- Copa del Rey
  - pobjednici: 2011., 2012., 2013., 2014.
- Španjolski superkup
  - pobjednici: 2013.
  - drugoplasirani: 2011.
- Katalonska prva liga
  - pobjednici: 1981., 1982., 1992.
- Kup Katalonije
  - pobjednici: 2000., 2009., 2010., 2011., 2014.
  - finalisti: 2013.

## Vanjske poveznice
- službene stranice